# Reflexivt samhälle
I ett reflexivt samhälle förekommer det en starkare betoning på individen, då människor inser möjligheten i att vara aktiva och inte passiva i förhållandet till samhällsresurser. Kunskap och information är en del av den sociala strukturen, där nya uppfinningar som till exempel internet har en vital direktpåverkan på politiken och ekonomin till exempel.
Enligt Anthony Giddens (1994), måste experter anpassa sig i ett reflexivt samhälle i takt med att individer blir mer smarta och kreativa. Också partier och politiker kan inte längre använda de standardtillvägagångssätt som de tidigare gjort för att tävla om publikt bifall i massmedia, de måste nu inse att samhällsmedborgarna har blivit cyniska konsumenter av media och de måste noga överväga sina politiska budskap .
Thomas Ziehe använder i sin terminologi begreppet reflexivitet, med detta begrepp menar han individens möjligheter till att ständigt omvärdera sin identitet i relation till samhället.